# AC Milán
Associazione Calcio Milan, zkráceně jen Milán, je italský fotbalový klub hrající v sezoně 2025/2026 v 1. italské fotbalové lize. Sídlí ve městě Milán v regionu Lombardie.
Klub hraje již 115. sezonu v nejvyšší lize. Nepřetržitě tuto ligu hraje od sezony 1983/84. Ve druhé lize hrál jen ve dvou sezonách. Klub má na kontě již 19 prvenství v lize, což jej řadí na třetí místo v počtu prvenství v lize.
Na mezinárodní úrovni je nejúspěšnějším klubem z Itálie. Dokázal získat sedm trofejí v lize mistrů z jedenácti účastí ve finále, pět trofejí v evropském superpoháru, což je společně se španělským klubem FC Barcelona rekord. Získal také tři trofeje interkontinentálního poháru. Celkem dosáhl 48 trofejí (30 národních a 18 mezinárodních), což jej řadí na druhé místo v Itálii za klubem Juventus FC (67 trofejí). Byl také prvním klubem, který vyhrál titul bez porážky (1991/92).

## Změny názvu klubu
- 1900 – 1918/19 – Milán FBCC (Milan Foot-Ball and Cricket Club)
- 1919/20 – 1935/36 – Milán FC (Milan Football Club)
- 1936/37 – 1937/38 – Milán AS (Milan Associazione Sportiva)
- 1938/39 – 1944/45 – AC Miláno (Associazione Calcio Milano)
- 1945/46 – 1961/62 – AC Milán (Associazione Calcio Milan)
- 1962/63 – 2002/03 – Milán AC (Milan Associazione Calcio)
- 2003/04 – AC Milán (Associazione Calcio Milan)

## Získané trofeje

### Vyhrané domácí soutěže
- 1. italská liga ( 19x )

1901, 1906, 1907, 1950/51, 1954/55, 1956/57, 1958/59, 1961/62, 1967/68, 1978/79 
 1987/88, 1991/92, 1992/93, 1993/94, 1995/96, 1998/99, 2003/04, 2010/11, 2021/22
- 2. italská liga ( 2x )

1980/81, 1982/83
- Italský pohár ( 5x )

1966/67, 1971/72, 1972/73, 1976/77, 2002/03
- Italský superpohár ( 8x )

1988, 1992, 1993, 1994, 2004, 2011, 2016, 2024

### Vyhrané mezinárodní soutěže
- Liga mistrů ( 7x )

1962/63, 1968/69, 1988/89, 1989/90, 1993/94, 2002/03, 2006/07
- Pohár vítězů pohárů ( 2× )

1967/68, 1972/73
- Interkontinentální pohár ( 3× )

1969, 1989, 1990
- Evropský superpohár ( 5× )

1989, 1990, 1994, 2003, 2007
- MS klubů ( 1× )

2007
- Středoevropský pohár ( 1×)

1981/82

#### Medailové umístění
| Medaile umístění         | Sezona |
| ------------------------ | --- |
| Serie A                  | 1901, 1906, 1907, 1950/51, 1954/55, 1956/57, 1958/59, 1961/62, 1967/68, 1978/79, 1987/88, 1991/92, 1992/93, 1993/94, 1995/96, 1998/99, 2003/04, 2010/11, 2021/22 |
| Serie A                  | 1902, 1947/48, 1949/50, 1951/52, 1955/56, 1960/61, 1964/65, 1968/69, 1970/71, 1971/72, 1972/73, 1989/90, 1990/91, 2004/05, 2011/12, 2020/21, 2023/24             |
| Serie A                  | 1937/38, 1940/41, 1945/46, 1948/49, 1952/53, 1953/54, 1959/60, 1962/63, 1963/64, 1975/76, 1988/89, 1999/00, 2002/03, 2005/06, 2008/09, 2009/10, 2012/13          |
| Italský pohár            | 1966/67, 1971/72, 1972/73, 1976/77, 2002/03 |
| Italský pohár            | 1941/42, 1967/68, 1970/71, 1974/75, 1984/85, 1989/90, 1997/98, 2015/16, 2017/18, 2024/25                                                                         |
| Italský superpohár       | 1988, 1992, 1993, 1994, 2004, 2011, 2016, 2024 |
| Italský superpohár       | 1996, 1999, 2003, 2018, 2022 |
| Liga mistrů UEFA         | 1962/63, 1968/69, 1988/89, 1989/90, 1993/94, 2002/03, 2006/07 |
| Liga mistrů UEFA         | 1957/58, 1992/93, 1994/95, 2004/05 |
| Pohár PVP                | 1967/68, 1972/73 |
| Pohár PVP                | 1973/74 |
| Evropský superpohár      | 1989, 1990, 1994, 2003, 2007 |
| Evropský superpohár      | 1973, 1993 |
| Interkontinentální pohár | 1969, 1989, 1990 |
| Interkontinentální pohár | 1963, 1993, 1994, 2003 |
| MS klubů                 | 2007 |
| Středoevropský pohár     | 1981/82 |

## Historie klubu

### Zrod a začátek
| „                                            | Budeme týmem ďáblů. Naše barvy budou červené jako oheň a černé jako strach, který budeme podněcovat k našim oponentům! | “ |
| — Herbert Kilpin, jeden ze zakladatelů klubu | |   |

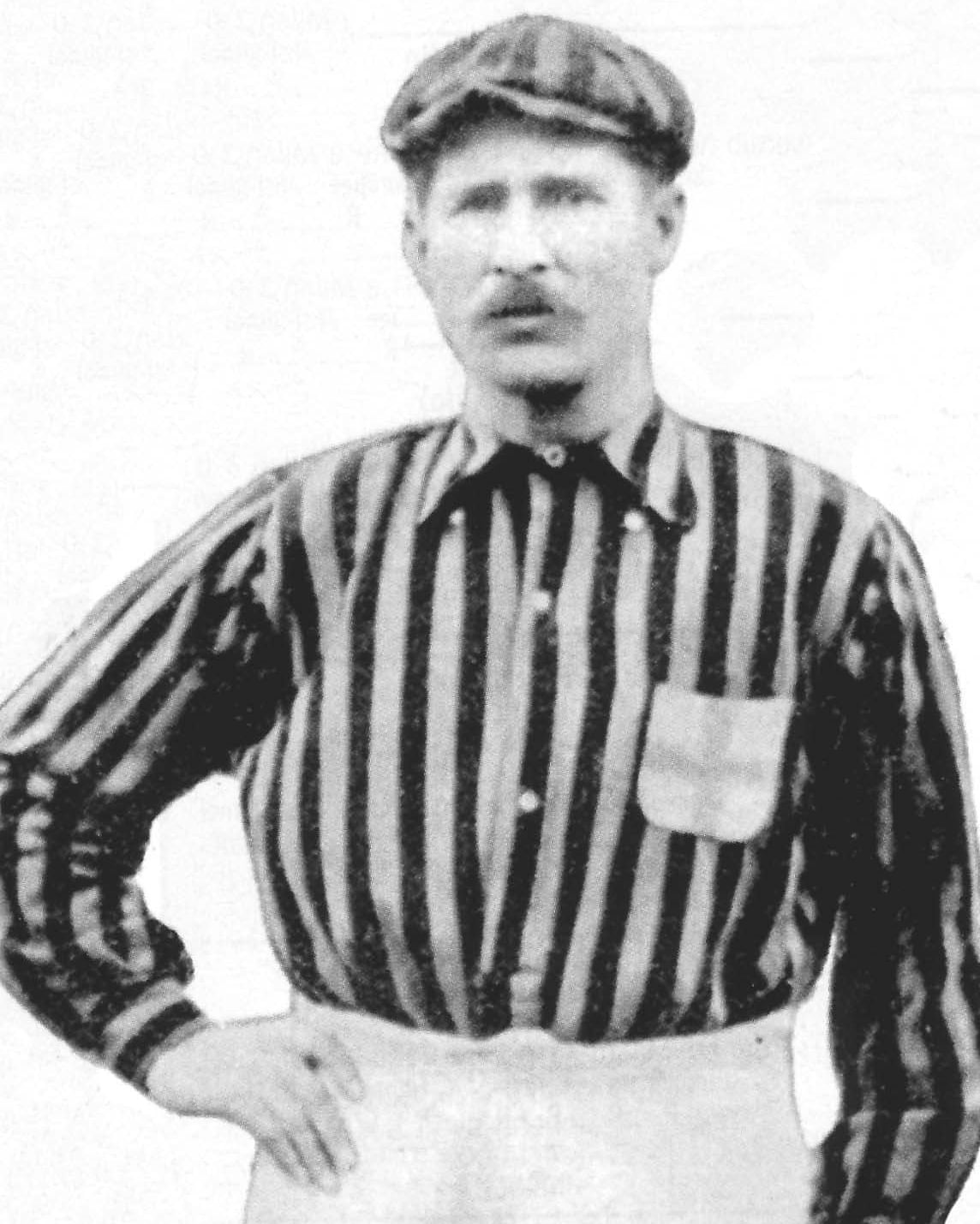
Herbert Kilpin

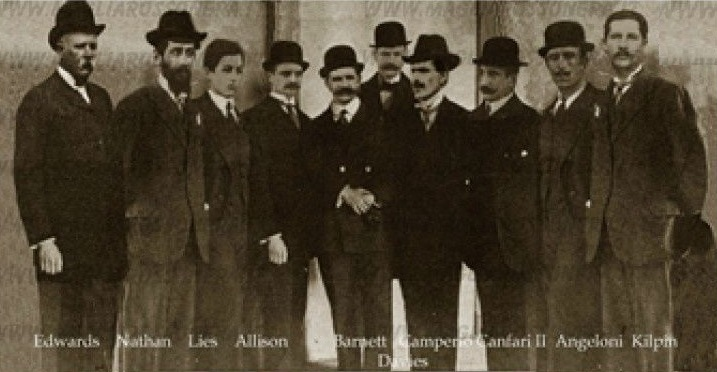
Zakladající členové klubu

Klub byl založen 16. prosince 1899 díky podnětu lidí anglické a italské národnosti. Alfred Edwards (první prezident), Edward Berra Nathan (viceprezident a kapitán družstva kriketu), sekretář Samuel Richard Davies, David Allison (kapitán týmu), Daniele Angeloni, Giannino Camperio, Antonio Dubini, Guido Valerio a Herbert Kilpin se sešli v hotelu Du Nord e des Anglai aby založili klub Milan Foot-Ball & Cricket Club.
Alfred Edwards byl bývalý vicekonzul Británie ve městě Milán a známá osobnost. Byl prvním zvoleným prezidentem klubu. Klub zpočátku zahrnoval kromě fotbalové sekce vedené Allisonem také kriketovou sekci vedenou Berrem. Herbert Kilpin byl prvním trenérem a prvním kapitánem klubu, který s sebou přinesl řadu inovací z Británie. Klub začal hrát v klasických červeno-černých svisle pruhovaných trikotech. První hřiště klub měl v Piazza Doria v centru Milána.
V lednu 1900 byl klub registrován k Italské fotbalové federaci. Hrál okamžitě v ročníku 1900 nejvyšší soutěž, ale prohrál v semifinále 0:3 s klubem FC Torinese. Jednalo se o první oficiální zápas v historii klubu. První titul v historii klubu získal v ročníku 1901, když ve finále porazil obhájce titulu z Janova 3:0. Jako obhájce titulu byl přímo zařazen do finále ročníku 1902. V něm prohrál 0:2 s klubem z Janova. Druhý titul si klub připsal v ročníku 1906, když ve finále porazil klub Juventus ve dvou hraných utkáních (0:0, 3:0). V ročníku 1907 vyhrál klub finálovou skupinu a obhájil tak titul.
V roce 1908, po interních neshodách týkajících se registrování či nezaregistrování zahraničních hráčů, se vedení oddělilo od klubu Rossoneri a 9. března založilo nový klub s názvem FC Internazionale. V tomto roce se klub, stejně jako ostatní kluby, nezúčastnil ročníku 1908. V ročníku 1909 již hráli nejvyšší soutěž a vyhráli první derby s klubem FC Internazionale. Alfred Edwards předal v té době předsednictví klubu Piero Pirellimu. Současně došlo ke změně sídla klubu: z Fiaschetteria Toscana ve Via Berchet 1 do pivovaru Spatenbräu ve Via Foscolo 2.
V roce 1910 dorazil do klubu belgický Louis Van Hege, první velmi úspěšný střelec, který zůstal v klubu do roku 1915 a zaznamenal 97 branek v 88 zápasech. Do začátku první války se klub nejlépe umístil v sezoně 1911/12 na druhém místě v semifinálové skupině, když na první místo zaručující postup do finále mu chyběl jeden bod. Během války klub vyhrál Federální pohár v sezoně 1915/16, který nahradil nejvyšší soutěž, pozastavenou kvůli válce. Nejednalo se však o trofej oficiálně uznanou federací jako titul, a proto není zahrnuta do výpočtu mistrovství.

### Desetiletí bez úspěchu (1919-1950)
Klub se po válce přejmenoval na fotbalovější název Milan Football Club. V roce 1922 do klubu přišel první zahraniční trenér na lavičce Rossoneri Ferdi Oppenheim. Po dvou sezonách byl nahrazen Pozzou, který v následujícím desetiletí vedl národní tým k triumfu na MS. Klub však neměl výsledky a trenér odešel. V roce 1926 byl postaven díky tehdejšímu prezidentu Pirellim stadion Stadio San Siro, který zůstal ve vlastnictví klubu až do roku 1935, kdy byl prodán městu Milán. Byl slavnostně otevřen s městským rivalem FC Internazionale. Prvním střelcem na novém stadionu byl Giuseppe Santagostino. V nejvyšší soutěži se klubu v sezoně 1928/29 nedařilo. Ve finálové skupině v sezonách 1926/27 a 1927/28 se umístil nejlépe na šestém místě.
V roce 1929 odešel Pirelli z předsednictví klubu. V čele klubu se za více než deset let vystřídalo pět prezidentů (Ravasco, Benazzoli, Annoni, Colombo a Invernizzi). Přišla i změna systému hraní v lize. Byla založena Serie A s 18 kluby a hrálo se systémem každý s každým doma a venku. Klub skončil v sezoně 1929/30 na 11. místě. Během sezony klub zasáhla předčasná smrt kapitána Sgarbiho na tyfus. V sezoně 1930/31 klub utrpěl 15 porážek: to je dosud negativní rekord klubu.
V roce 1936 klub na dvě sezony změnil název na Milan Associazione Sportiva. Do té doby se klub v nejvyšší lize nejlépe umístil na děleném čtvrtém místě v sezoně 1931/32. V sezoně 1936/37 se klub umístil na třetím místě a hrál i Středoevropský pohár, v němž došel až do osmifinále, kde jej vyřadil rumunský klub FC Ripensia Temešvár. Již s novým názvem Associazione Calcio Milano se klub v sezoně 1940/41 umístil na třetím místě. V té době za Rossoneri hrál miláček národa Giuseppe Meazza, který přišel po zranění z klubu Inter. Také hráč Aldo Boffi byl v klubu také (od roku 1936) a stal se během svého působení v klubu třikrát nejlepším střelcem ligy (1938/39, 1939/40 a 1941/42. Během let 1943 až 1945 se nehrálo a na konci války se klub vrátil ke starému jménu Milan Football Club.

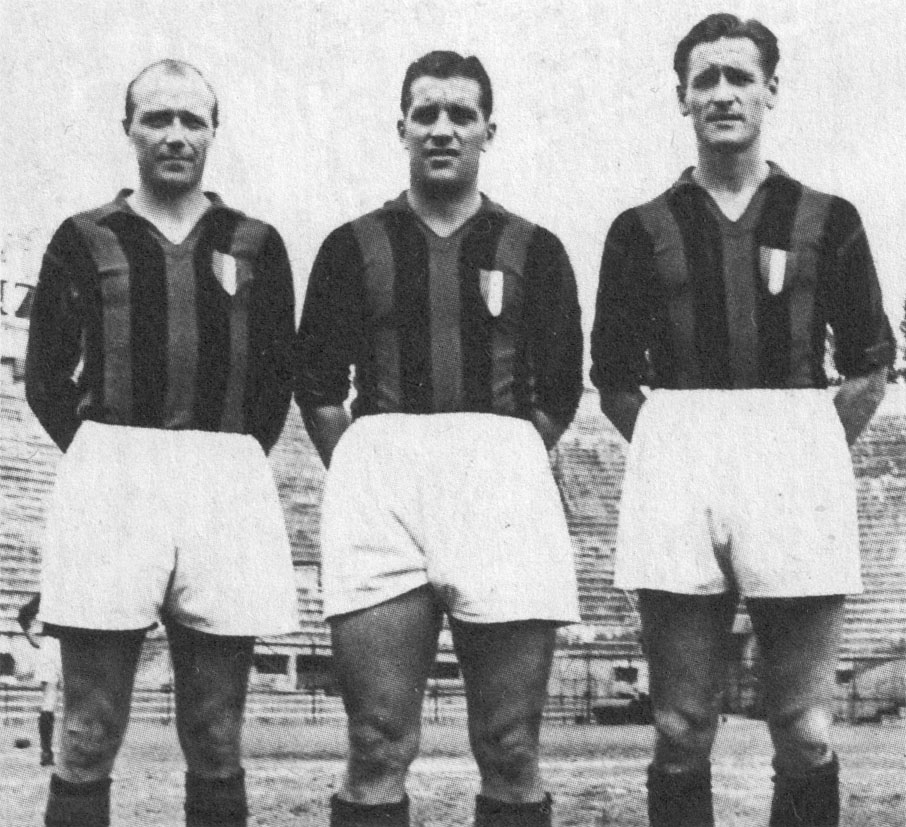
Trojka Gre-No-Li

Ve čtyřech sezonách po válce, ve kterých dominoval tým Grande Torino, se tým s trenérem Bigognem a prezidentem Trabattonim vždy řadil mezi první tři nejlepší kluby s výjimkou čtvrtého místa (1946/47). V tomto období hráli v Rossoneri hráči jako kapitán Giuseppe Antonini, Andrea Bonomi, Renzo Burini, Mario Foglia, Aredio Gimona, Omero Tognon, Carlo Annovazzi, Paolo Todeschini, Riccardo Carapellese, Paddy Sloan a Héctor Puricelli.
Pro sezónu 1949/50 klub koupil švédské fotbalisty a olympijské vítěze Liedholma a Grena. Jejich krajan Gunnar Nordahl již v klubu od ledna 1949 hrál. Přezdívku toto švédské útočné trio mělo Gre-No-Li. Střelec Gunnar Nordahl vstřelil 35 branek a do sezony 2015/16 to byl rekord Serie A. Klub vstřelil v sezoně 118 branek (nejvíc v historii klubu) a skončil na druhém místě.

### Návrat k vítězství (1950-1960)
Příchod těchto tří hráčů znamenal zlom v klubu. Po 44 letech klub získal v sezoně 1950/51 titul. První titul, který získal od zavedení Serie A. V červnu 1951 klub vyhrál Latinský pohár, nejdůležitější evropskou fotbalovou soutěž té doby. Byla to první získaná mezinárodní trofej. Titul v sezoně 1951/52 se klubu obhájit nepodařilo. Skončil na druhém místě o sedm bodů za Juventusem. V následujících třech sezonách se klub umístil na medailových příčkách a v Latinském poháru v ročníku 1953 prohrál ve finále. Sezona 1952/53 byla poslední pro trio Gre-No-Li. Gunnar Gren po sezoně odešel do Fiorentiny.

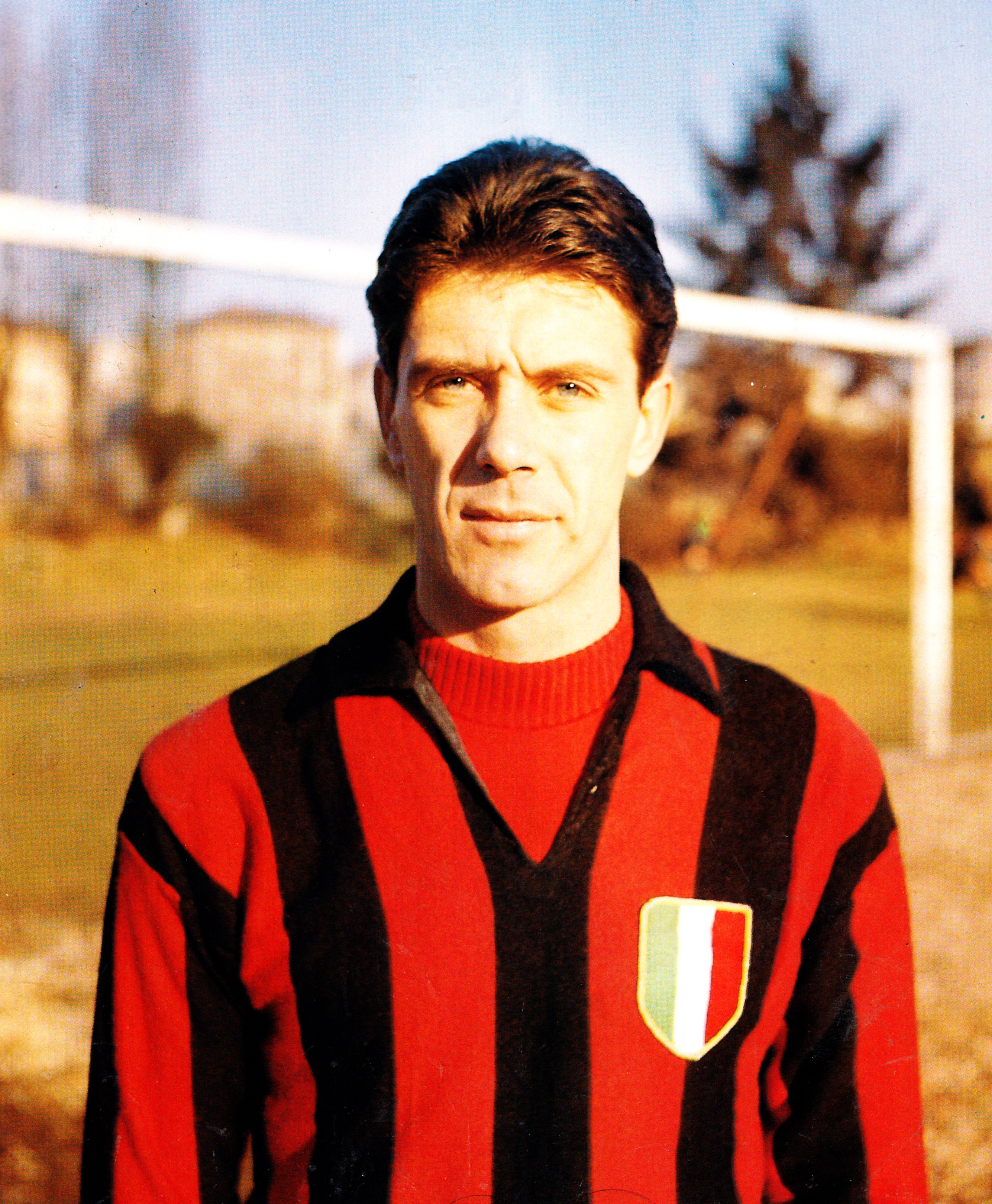
Cesare Maldini

Na sezonu 1954/55 klub koupil mladého talenta Cesare Maldiniho. Spolu s ním do klubu přišel i uruguayský hráč Juan Alberto Schiaffino. Rossoneri získal pátý titul v nejvyšší lize a zajistil si účast v prvním ročníku poháru PMEZ. V nové Evropské soutěži došel až do semifinále, kde jej vyřadil budoucí vítěz ročníku Real Madrid (2:4, 1:2). V lize se klub umístil v sezoně 1955/56 na druhém místě o 12 bodů za vítězem ligy Fiorentina.
V červnu 1956 se v Miláně konal předposlední ročník Latinského poháru, v němž klub Rossoneri zvítězil. Před sezonou 1956/57 klub opoustil Gunnar Nordahl, který odešel do AS Řím. Klub přesto získal pošesté titul, když vyhrál před klubem ACF Fiorentina o šest bodů. S tímto výsledkem klub Rossoneri uzavřel období deseti po sobě jdoucích sezon (1947/48 - 1956/57), ve kterém skončil ligu na prvních třech místech tabulky, což byl historický počin klubu.
Sezona 1957/58 se v lize nepovedla. Klub skončil na devátém místě. V Evropských pohárech hrál o pohár PMEZ a dokráčel až do finále. V něm prohrál s Realem 2:3 v prodloužení. Na novou sezonu 1958/59 se klub vyzbrojil brazilským hráčem José Altafinim. Klub získal již sedmý titul, kdy získal o tři body více než druhá Fiorentina. Titul se jim v sezoně 1959/60 obhájit nepodařilo a skončil na třetím místě. V poháru PMEZ se klub probojoval do osmifinále.

### Úspěšné roky (1960-1970)

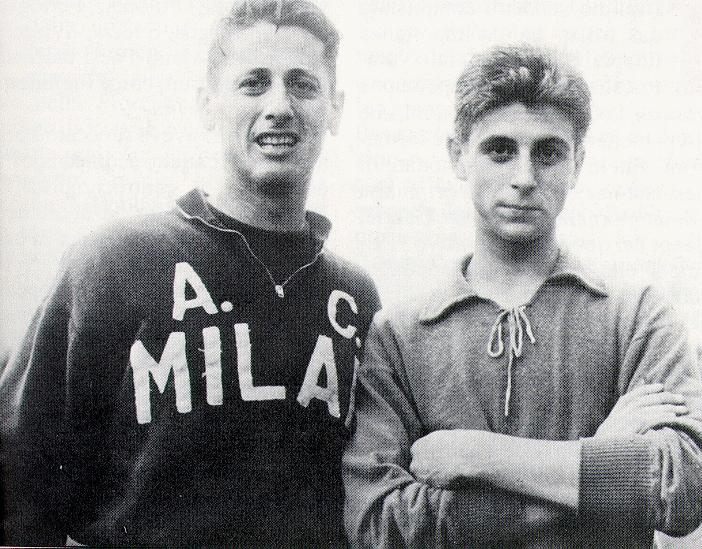
Juan Alberto Schiaffino + Gianni Rivera

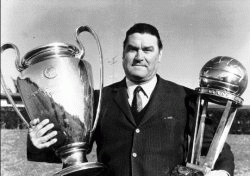
Nereo Rocco

Pro sezonu 1960/61 klub získal teprve šestnáctiletého talenta Riveru, který svou kariéru spojil jen s Rossoneri. Z klubu odešel Juan Alberto Schiaffino do AS Řím. Sezonu klub ukončil na druhém místě za šampionem Juventusem o čtyři body. Na začátku sezony 1961/62 byl najat trenér Nereo Rocco. S ním klub slavil osmé vítězství v lize před svými rivaly Nerazzurri. Pro novou sezonu 1962/63 klub získal dalšího brazilského hráče Amarilda. Ale i s posilou se klubu obhájit titul nepodařilo a skončil na třetím místě. V Evropském poháru o pohár PMEZ se ale probojoval až do finále a v něm porazil portugalský klub Benfiku 2:1 a získal tak první trofej, která se již jmenovala pohár Ligy mistrů. Altafini byl prvním Rossoneri, který zvítězil v tabulce střelců této soutěže, když vstřelil 14 branek. Tento počet branek vstřelených v jedné sezoně Ligy mistrů zůstal absolutním rekordem soutěže až do sezony 2011/12, kdy byl vyrovnán Messim a nakonec překonán Ronaldem v sezoně 2013/14.
Jako obhájce trofeje PMEZ se klub zúčastnil i sezony 1963/64 PMEZ. Probojoval se až do čtvrtfinále, kde jej vyřadil Real Madrid (1:4, 2:0). Klub sehrál i zápasy o Interkontinentální pohár s brazilským klubem FC Santos, za který hrál v té době i Pelé. První utkání klub hrál doma a zvítězil 4:2. Druhé utkání hrál klub v Brazílii na stadionu Maracana a prohrál 2:4. Třetí rozhodující utkání, též hrané na stadionu Maracana, klub prohrál 0:1. V tomto roce poprvé vyšel klubový časopis Forza Milan!. Na domácí scéně se Rossoneri umístili na třetím místě. Po dvě sezony 1964/65 a 1965/66 se trenérské lavičky ujal po odchodu Rocca bývalý hráč Nils Liedholm. V první sezoně se klubu dařilo v lize. Do 31. kola vedl tabulku, ale pak ztratil a nakonec se umístil na druhém místě za Interem o tři body. V Evropských pohárech (Veletržní pohár) klub skončil v 1. kole.
V sezoně 1965/66 skončil klub na sedmé příčce. To už za Rossoneri nehrál José Altafini, který odešel do Neapole. Klub hrál i o Veletržní pohár, kde se dostal až do osmifinále, které po třech utkáních s FC Chelsea (1:2, 2:1, 1:1) prohrál losem (hodem mincí). Klub znovu přestěhoval své sídlo. Na ulici Via Filippo Turati 3 zůstal do roku 2014.
Prvního vítězství v italském poháru se klub dočkal v sezoně 1966/67. Ve finále porazil 1:0 klub z Padovy. To již za klub nehrál Cesare Maldini, který odešel dohrát kariéru do Turína. V sezoně 1966/67 se klub umístil na osmé příčce. Do další sezony 1967/68 se klub rozhodl vyměnit Amarilda do Fiorentiny za Hamrina a trenéra. Vrátil se Nereo Rocco a díky 15 brankám Pratiho získal klub devátý titul rozdílem devět bodů před druhou Neapolí. Hrál i o pohár PVP a díky vítězství ve finále 2:0 nad německým klubem Hamburger SV jej získal. V italském poháru skončil ve finálové tabulce na druhém místě.

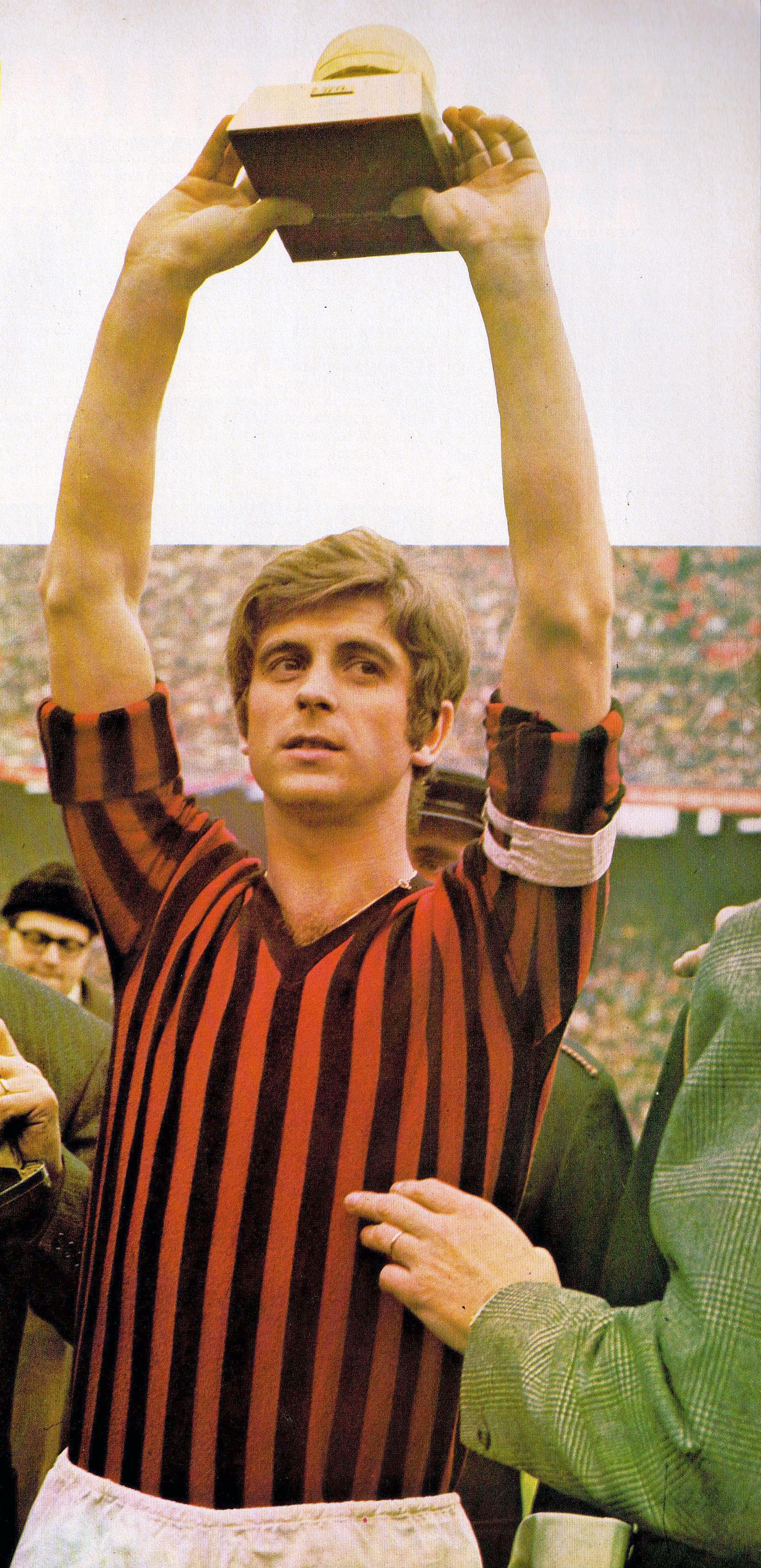
Ginni Rivera

Sezonu 1968/69 ukončil klub na děleném druhém místě s Cagliarim. Rossoneri se účastnili soutěže o trofej PMEZ a došli až do finále, kde porazili nizozemský klub AFC Ajax díky třem brankám Pratiho 4:1. Šedesátá léta Rossoneri uzavřeli vítězstvím v prvním Interkontinentálního poháru. Porazili argentinský klub Estudiantes (3:0, 1:2). V Serie lize sezonu 1969/70 dokončili na čtvrtém místě. Jako obhájce titulu klub hrál PMEZ, ale v osmifinále jej vyřadil budoucí vítěz Feyenoord (1:0, 0:2). V roce 1969 byl Gianni Rivera prvním Italem, který získal Zlatý míč.

### Vše pro desátý titul (1970-1979)
Získat desátý titul v Itálii znamená nosit zlatou hvězdu na dresu, tak jako Juventus FC a FC Inter Milán. Tým Rossoneri jí chtělo získat již na začátku desetiletí. Již v sezoně 1970/71
vyhrává zimní tabulku, jenže na jaře prohrává pár zápasů a městský rival Inter vyhrává o čtyři body. V italském poháru se dostávají do finále ale prohrají v něm s Turínem smolně na penalty. Sezonu 1971/72 ligu prohrává o jeden bod s Juventusem. Naštěstí si vyhrávají Italský pohár nad SSC Neapol (2:0). Klub hraje i první ročník poháru UEFA. Dokráčí do semifinále a tam jej vyřadí budoucí vítěz Tottenham Hotspur FC (1:2, 1:1).
V sezóně 1972/73 se klub v čele s Maldinim a Roccem (technický ředitel) vedl v březnu tabulku ligy o tři body před konkurenty, přišla ale porážka 22. dubna z Laziem. Pak přišla remíza s Turínem a před posledním kolem hráli finálový zápas poháru PVP proti Leedsu kde uspěli výhrou 1:0. Po finálovém zápasu jsou hráči unavení a v lize tak prohráli ve Veroně 3:5. Rival s Juventus FC tak v posledním kole musel vyhrát aby získal titul. To se podařilo když v 89. minutě vstřelil branku. Juventus FC poráží ve finále italského poháru po penaltovém rozstřelu a vyhrávají svůj třetí Italský pohár.
Sezóna 1973/74 nebyla úspěšná. V únoru Nereo Rocco, opět jako trenér od začátku sezóny, opustil lavičku po sedmi letech, byl nahrazen nejprve Maldinim a poté Trapattonim. Rossoneri končí na sedmém místě. V Evropských pohárech klub hraje dva krát finále. V lednu prohrává s Ajaxem Evropský superpohár (1:0, 0:6). V poháru PVP prohrává s Magdeburgem 0:2. Finále si zahrají i italském poháru v sezoně 1974/75, ale prohrávají s Fiorentinou 2:3.
Velmi špatnou sezonu v lize 1976/77. Na posledních 14 kol je nahrazen trenér Giuseppe Marchioro navrátilcem Roccem. Ale i ten nezabrání špatné hře Rossoneri. Klub se naštěstí vyhýbá sestupu do druhé ligy o tři body. Klub alespoň vyhrává opět Italský pohár když poráží ve finále Inter 2:0. To je poslední vítězství trenéra Rocca, který končí nadobro v klubu. Místo něj je angažován bývalý hráč Nils Liedholm. Trenér se rozhodne na konci sezony 1977/78 nasadit poprvé do zápasu budoucí legendu Baresiho, ale ani ten nepomůže klubu k lepšímu místu. Končí na čtvrtém místě se vstupenkou do poháru UEFA. Tam se dostává do osmifinále když jej vyřadí Manchester City FC (2:2, 0:3). V lize klub získává vytoužený desátý titul a může na dresu nosit zlatou hvězdu nad logem klubu. Po vítězné sezoně končí kariéru Gianni Rivera.

### Druhá liga a návrat (1979-1986)
Na konci sezóny 1979/80, byl odhalen sázkařský skandál. I když klub skončil na třetím místě, byl v skandálu zapleten a byl potrestán sestupem do druhé ligy. Tresty padli i na hráče i presidenta klubu Colomba. Rossoneri hraje Pohár PMEZ, kde se nedostává přes první kolo, když jej vyřadil portugalský klub FC Porto (0:0, 0:1).
Sezona ve druhé lize dopadla na výbornou. vyhráli soutěž a postoupili zpět do nejvyšší ligy. Na sezonu 1981/82 se stává trenérem Luigi Radice. Jenže po 16. kole je nahrazen Galbiatim. Klub se umístil na 14. místě a sestoupil do druhé ligy. Klub alespoň vyhraje Středoevropský pohár. Druhé sezona ve druhé lize byla též úspěšná. Klub jej vyhrál a postoupil zpět do nejvyšší ligy. Zasloužil se o to trenér Ilario Castagner. Ten byl ale propuštěn po 24. kole v sezoně 1983/84 a nahrazen opět Galbiatim. Klub skončil na osmém místě. I když za Rossoneri hráli posily ze zahraničí jako Luther Blissett (Watford FC) a Eric Gerets (Standard Liège). Po sezoně odešli.
Na novou sezonu 1984/85 se stal trenérem po pěti letech strávené v AS Řím opět Nils Liedholm. Kupují se hráči z Anglie: Mark Hateley (Portsmouth FC) a Ray Wilkins (Manchester United) a z Udinese Pietro Paolo Virdis. Na jeden zápas dostává šanci i mladík Paolo Maldini. Sezona se dokončí na pátém místě, která zaručuje účast v poháru UEFA. V italském poháru se dostávají do finále. UC Sampdoria je poráží po výsledcích 0:1 a 1:2. Nová sezona 1985/86 se do zimy klub umísťoval do třetího místa. V prosinci roku 1985 se prezident Giuseppe Farina po vyřazení v osmifinále poháru UEFA s belgickým klubem Waregemem setkal s tvrdými protesty fanoušků. S příchodem nového roku se zjistí těžká ekonomická situace: klub je plná dluhů a riskuje bankrot, pokud vše nebude splaceno. V této situaci odstoupí Giuseppe Farina a střídají se prezident: Rosario Lo Verde se stává prezidentem po dobu 51 dnů. Pak přichází milánský podnikatel Silvio Berlusconi, který klub kupuje 20. února 1986 a stává se jeho prezidentem 24. března. Generálním ředitelem klubu se stává Adriano Galliani a sportovním ředitelem Ariedo Braida. V lize končí klub na sedmém místě.

### Vítězná éra (1986-1996)
Nový prezident Silvio Berlusconi omlazuje klub a jeho první nákup je z Atalanty talentovaný záložník Roberto Donadoni. Přichází i Galli, Bonetti, Galderisi a Massaro, Po pouze jedné sezóně v Rossoneri končí Paolo Rossi výměnou za Galderisiho. Sezona 1986/87 končí pátým místem zaručující účast v poháru UEFA. Trenér Nils Liedholm po 24. kole odchází a místo něj je dočasně nahrazen Fabio Capello. Sezóna je úspěšná jen jako vítězství Virdise v tabulce střelců se 17 brankami.
Pro období 1987/88 si vedení vybere nového trenéra v Parmě. Arrigo Sacchi je cesta k úspěchu. Přicházejí hráči jako je Ancelotti (AS Řím), nizozemské duo Gullit (PSV Eindhoven) a van Basten (AFC Ajax), Roberto Mussi (Parma). Klub hraje totální fotbal na rychle kombinaci s míčem a útočným stylem. První úspěchy se dostaví ihned, když se vyhrává titul o 3 body před SSC Neapol. To v poháru UEFA je vyřazen již ve druhém kole.
V sezóně 1988/89 se k nizozemskému duu přidává třetí Nizozemec: Frank Rijkaard, záložník převzatý ze Zaragozy. Téměř po čtyřiceti letech po Gre-No-Li se formuje další trio zahraničních hráčů. Umísťuje se na třetím místě o 12 bodů za Interem. Účastní se poháru PMEZ a celkově jej vyhraje. Vyhrává jí celkově potřetí a ve finále poráží rumunský klub z Bukureště 4:0. Po dvou brankách se podělilo nizozemské duo Gullit a van Basten. Vyhrávají i první ročník v italském superpoháru. Poráží klub Sampdorii 3:1.
V sezóně 1989/90 Rossoneri se umísťují na druhém místě o 2 body za SSC Neapol. Všechny síly jsou ale věnovány pro obhajobu titulu v Poháru PMEZ. Ji taky vyhrávají když ve finále poráží Benfiku Rijkaardovou brankou 1:0. Jako nejlepší klub na světě v roce 1989 klub potvrdí ve finále o Interkontinentální pohár. Poráží kolumbijský klub Atlético Nacional 1:0. Vyhrává též Evropský superpohár když poráží Barcelonu (1:1, 1:0). Postoupí i do finále italského poháru, jenže lepším klubem byl Juventus FC (0:0, 0:1).
V sezóně 1990/91 chybělo pět bodů do vítězství, jenže lepší byl klub UC Sampdoria. Hráli o Evropský superpohár a o Interkontinentální pohár. obě trofeje získali. První získali po výhrách nad Sampdorií (1:1, 2:0) a druhou trofej klub získal díky vítězství 3:0 nad paraguayským klubem Olimpia Asunción. V Poháru PMEZ kde útočí na třetí titul v řadě jsou Rossoneri vyřazeni ve čtvrtfinále francouzským klubem Olympique de Marseille (1:1, 0:3). Druhý zápas byl zkontumován protože když běžela 88 minuta hry za stavu 1:0 pro Marseille zhasla světla na stadionu a na popud generálního ředitele Gallianiho jsou hráči vyvedeni ze hřiště do šaten. I když se světla opět rozsvítí hráči již na hřiště nepřijdou. Po incidentu je klub diskvalifikován na jeden rok ze všech poháru. Po čtyřech úspěšných sezónách se Arrigo Sacchi rozhodl přijmout trénovat reprezentaci.
Náhrada za Sacchiho je vybrán Fabio Capello. Když klub nemohl hrát evropské poháry po událostech v předchozím ročníku poháru PMEZ, věnoval se lize a v ní vyhrál titul bez prohry a s náskokem o osm bodů. V Coppa Italia 1991/92|italském poháru klub končí v semifinále, když prohraje s Juventusem. Díky tom se klub stane neporazitelným (Invincibles), což se stane klubová přezdívka pod vedením Capella do sezony 1995/96.
Před sezonou 1992/93 klub posiluje: Papin, Boban, Savićević a hlavně nejdražší přestup v té době Gianluigi Lentini (32 miliard lir). Klub natáhne sérii v lize bez porážky až na 58 zápasů a nastaví tak rekord ligy. Získává 13 titul když poráží o čtyři body své rivaly z města Inter, získává též italský superpohár. Hraje i po roce vyhnanství evropské poháry. Zúčastní se druhého ročníku Ligy mistrů. V ní exceluje, z deseti utkání vyhrává všechny a skore je 23:1! Postupuje do finále a narazí na klub Olympique de Marseille. Hraje se na stadionu v Mnichově. Rossoneri utkání prohrává 0:1, jedinou branku vstřelil Basile Boli. Pro fotbalistu van Bastena je to poslední zápas kariéry.
Nová sezona 1993/94 je již bez van Bastena, Lentiniho (zranění z těžké autonehody), Rijkaarda (AFC Ajax) a Gullita (UC Sampdoria), přichází mladý hráč Christian Panucci (Janov), Florin Răducioiu, první rumunský fotbalisty v historii klubu, Marcel Desailly (Olympique de Marseille) a dánský útočník Brian Laudrup (Fiorentina). Získává titul číslo 14, když tabulku vyhrál o tři body před Juventusem. Díky korupci která se konala v klubu Olympique de Marseille, směly Rossoneri hrát o Evropský superpohár a Interkontinentální pohár. Klub nezvládl vyhrát žádnou. V prvním prohráli až v prodloužení s klubem AC Parma (1:0, 0:2) a ve druhém je porazil brazilský obhájce titulu São Paulo FC 2:3. V Lize mistrů opět dominuje, když z deseti zápasů má pět výher a pět remíz. V semifinále poráží AS Monaco 3:0 a ve finále poráží FC Barcelonu 4:0 a stává se pěti násobným vítězem Ligy mistrů. Úspěch je doprovázen dalšími rekordními čísly, mezi nimiž vynikají dva: brankář Sebastiano Rossi, ustanovil nový rekord bez obdržených branek (929 minut), tento rekord vydrží 22 let a překoná jej Gianluigi Buffon a druhý rekord je co se týče počet obdržených branek v sezoně (15 ze 34 zápasů). AC Milán a FC Inter Milán (1964/65 a 2009/10) jsou jediné italské kluby, které v témže roce vyhrály ligu a Ligu mistrů. Klub ještě vítězí v italském superpoháru, když poráží Juventus FC.
Ligová sezona 1994/95 je jíž bodována třemi body za výhru. Klubu se nedaří i přes odchody hráčů jako Papin a Laudrup. Čtvrté místo v tabulce je nejhorší umístění od sezony 1986/87. Na začátku sezony klub poráží UC Sampdoria ve finále italského superpoháru na penalty. Utkání skončilo 1:1 a jedinou branku vstřelil navrátilec Ruud Gullit který s klubem vyhrál poslední trofej v kariéře, jelikož jej klub v listopadu 1994 prodal do UC Sampdoria. V prosinci 1994 v Tokiu se hraje o Interkontinentální pohár proti argentinském klubu CA Vélez Sarsfield a prohrává s nimi 0:2. Vítězství oslavují v Evropském superpoháru, když poráží ve druhém utkání Arsenal FC 2:0. V Lize mistrů klub dosáhne pátého finále za posledních sedmi let (třetí v řadě). Na stadionu ve Vídni, klub prohrává díky brance Kluiverta v 85 minutě 0:1.
Před sezonou 1995/96 je klub posílen o dva špičkové útočníky. Přichází Roberto Baggio (Juventus FC) a George Weah (PSG), ten na konci roku 1995 získává Zlatý míč. Získávají již 15 titul (4 titul za 5 sezon). Hrají o Pohár UEFA a dokráčejí až do čtvrtfinále kde podlehnou Bordeaux ze Zidanem v sestavě (2:0, 0:3). Na konci sezony se Capello rozhodl odejít do Realu Madrid a končí tak nejúspěšnější trenér v historii klubu a též končí nejúspěšnější období klubu které trvalo devět let.

### Období 1996/97 až 2001/02
Novým trenérem se stává pro sezonu 1996/97 uruguayský Óscar Tabárez (naposled Cagliari Calcio). Z klubu odchází talent Patrick Vieira (Arsenal FC) a Roberto Donadoni (Metrostars). Velmi povedené příchody měli být i nizozemské příchody z klubu AFC Ajax: Edgar Davids a Michael Reiziger na základě Bosmanově pravidlu. Na začátku prohrává klub s Fiorentinou 1:2 v italském superpoháru. Po jedenáctém kole po porážce s Piacenzou je odvolán trenér Óscar Tabárez a je nahrazen Sacchim. Několik dní po návratu na lavičku Rossoneri byl klub vyřazen z Ligy mistrů ve skupinové fázi kvůli porážce 1:2 v rozhodující domácím utkání proti norskému klubu Rosenborg BK. V lize končí na 11. místě (nejhorší umístění od sezony Serie A 1981/82|1981/82). Na konci sezóny opouštějí klub ikony Rossoneri, kapitán Franco Baresi a Mauro Tassotti, kteří se po 20 a 17 letech nepřetržité kariéry v dresu Rossoneri rozloučili s fotbalem. Poprvé v historii italského fotbalu, je na počest kapitána, který strávil celou svou kariéru jako Rossoneri, vyřazeno číslo 6.
Místo trenéra Sacchiho je povolán další navrátilec z vítězné éry Fabio Capello. Ale i příchod talentu z klubu AFC Ajax Kluiverta se nedaří navázat na úspěšné roky. V lize končí na 10. místě a jediné světlé okamžiky jsou v italském poháru. V něm postoupí do finále kde prohrává po výsledcích 1:0 a 1:3 s Laziem. Po sezoně Fabio Capello končí na lavičce Rossoneri.
Novým trenérem pro sezonu 1998/99 je vybrán Alberto Zaccheroni. Spolu sním z klubu Udinese přicházejí hráči Oliver Bierhoff a Thomas Helveg. Nový trenér, pevný zastánce modelu 3-4-3, senzačně vyhraje titul, šestnáctého v historii, a navíc ke stému výročí klubu. Podařilo se to díky sedmi vítězství v posledních sedmi zápasů a pár proher klubu SS Lazio.
Již v květnu 1999 se klub dohodl s Dynamem Kyjev o přestupu mladého ukrajinského útočníka Ševčenka za 23 000 000 Euro, nejlepšího střelce Ligy mistrů. Sezona 1999/00 začala porážkou v italském superpoháru 1:2 s Parmou. V Lize mistrů se klub umístil na dně své skupiny když jen jednou zvítězil. V rozhodujícím utkání proti Galatasaray SK, vede 2-1, a mohl postoupit do dalšího kola, jenže v 87 minutě je srovnáno a je tak alespoň zaručena účast v Poháru UEFA, ale v 90 minutě dává branku Ümit Davala a Galatasaray SK nakonec vítězí a postoupí do Poháru UEFA. Nakonec ji i celou vyhraje. Kromě Ševčenka přichází do klubu i další budoucí ikona Gennaro Gattuso. Sezona se zakončí na třetím místě s 11 bodovou ztrátou.
Po pěti sezonách už neoblékne dres Rossoneri George Weah. Rozhodl se před sezonou 2000/01 odejít do Manchester City FC. Ligu mistrů vyhraje svoji skupinu ale v osmi finálové skupině skončí na nepostupové třetí příčce. Po neuspěchá je odvolán trenér Alberto Zaccheroni a je nahrazen Cesarem Maldinim. Ale i tak na lepší než šesté místo v lize to nabylo. Rossoneri vyhráli v derby proti Interu 6:0 (nejvíc od sezony 1929/30).
Pro sezonu 2001/02 jsou koupeni špičkový hráči: Inzaghi (Juventus FC), Pirlo (Inter) a Rui Costa s trenérem Terimem (Fiorentina). Jenže po desátém kole je odvolán a na jeho místo je přiveden bývalý hráč klubu Carlo Ancelotti. Ten Rossoneri dovede do semifinále Poháru UEFA kde nestačí na Dortmund (0:4, 3:1). V lize končí na čtvrtém místě s odstupem 16 bodů nad vítězným klubem Juventus FC.

### Úspěšná éra (2002-2013)
Sezona 2002/03, je návrat na vrchol. Klub koupí skvělého obránce Nestu (SS Lazio) a záložníka Seedorfa (Inter). Z klubu FC Barcelona přichází též útočník Rivaldo. V lize se po skvělém startu ocitá na prvním místě, jenže v jarních zápasech ztrácí a nakonec skončí na třetím místě. V Lize mistrů klub táhne skvělí útočníci Inzaghi a Ševčenko, až do semifinále, kde se setkávají s Interem. Je to první derby v historii v Evropských pohárech. Po výsledcích 0:0 a 1:1 Rossoneri postupují do finále kde se střetávají ze sokem z ligy Juventusem. Po penaltovém rozstřelu vyhrává již šestý titul ve své historii. Po 26 letech klub vítězí i v italském poháru když ve finále poráží AS Řím po výsledcích 4:1 a 2:2.
Klub prohrává v italském superpoháru, když jej poráží Juventus FC po penaltovém roztřelu. V Evropském superpoháru poráží FC Porto 1:0 a získává trofej již počtvrté. Ve městě Tokio se hraje o Interkontinentální pohár proti argentinském klubu CA Boca Juniors. Utkání končí 1:1 a nakonec Rossoneri prohrávají zase na penalty. Díky Ševčenkovi nejlepšímu střelci sezony 2003/04 s 24 brankami klub získává titul číslo 17. První sezonu v dresu Rossoneri hraje budoucí držitel Zlatého míče Kaká. Jako obhájce trofeje se zúčastní Ligy mistrů a dostává se do čtvrtfinále.
Než začala sezona 2004/05 klub poráží SS Lazio 3:0 v italském superpoháru. V lize (prvně 20 klubů) se umísťuje na druhém místě ze ztrátou sedmi bodů na Juventus FC. Titul se pak zruší po skandálu v roce 2006. V Lize mistrů dosáhl klub opět finále. Ve čtvrtfinále opět vyřadil rivala Inter po výsledcích 2:0 a 3:0 kontumačně. Finále se konalo na stadionu v Istanbulu. Po 45 minutách hry byl stav 3:0 por Rossoneri, jenže na druhý poločas se klub z Liverpoolu zabral a vstřelil během šesti minut tři branky a srovnal stav na 3:3. Rossoneri penalty nezvládli a prohráli. Andrij Ševčenko získal Zlatý míč pro rok 2004.
Po sezoně 2005/06 vypukl v celé fotbalové Itálii korupční skandál. Klub končí na druhém místě o tři body méně než Juventus FC. Jenže po soudu se rozhodlo že se klubu odečte 30 bodů a končí tak na třetím místě. V Lize mistrů jej vyřadí v semifinále budoucí vítěz FC Barcelona (0:1, 0:0). Sezona 2006/07 začíná odečtem osmi bodů za korupční skandál z roku 2006 a také bez fotbalisty Ševčenka který byl prodán do Chelsea FC. Ligu ukončí na čtvrtém místě když na vítězným Interem ztrácí propastných 36 bodů! Ligu mistrů musí hrát od 3. předkola, kterou zvládá. Postupuje až do finále, které je pro Rossoneri jedenácté ve své historii a třetí za posledních pěti let. Ve finále na stadionu v Aténách se utkají opět s Liverpoolem. Nyní je poráží 2:1 a získává tak již sedmou tuhle trofej.
Jako vítěz Ligy mistrů hraje o Evropský superpohár s Sevilla FC. Španělský klub poráží 3:1. Před MS klubů které se hraje v Japonsku se Kaká stává šestým hráčem Rossoneri který získá Zlatý míč, později získává i ocenění Fotbalista roku za rok 2007. Na MS klubů postoupí do finále kde narazí na argentinský klub CA Boca Juniors a poráží jej 4:2. V Lize mistrů je vyřazen v osmifinále klubem Arsenal FC (0:0, 0:2). V lize klub končí na pátém místě zaručující postup do poháru UEFA. V poháru UEFA je vyřazen jíž v šestnácti finále (3. kole) německým klubem Werder Brémy (1:1, 2:2), který nakonec postoupil až do finále. Do klubu přichází brazilský fotbalista Ronaldinho z klubu FC Barcelona a od ledna i David Beckham z klubu Los Angeles Galaxy. I díky nim se klub v lize umístí na třetí příčce zaručující účast opět v Lize mistrů. Po sezoně končí trenér Carlo Ancelotti a kapitán Paolo Maldini. Vedení číslo 3 které nosil kapitán vyřadí.
Na novou sezonu 2009/10 se vedení rozhodne angažovat na trenérskou židli bývalého hráče nezkušeného Leonarda. O několik dní později byl oznámen odchod fotbalisty Kaká do Realu. Prodej se provádí za účelem vyvážení rovnováhy klubu. Toto rozhodnutí vyvolává široký nesouhlas mezi fanoušky. Vedení se rozhodne neinvestovat částku do příchodu nových hráčů a přiřadí jej k rozpočtu. Na jarní část opět dorazí David Beckham. I tak klub skončil na třetím místě když ztratil na vítěze 12 bodů. V Lize mistrů je vyřazen i Beckhamem na hřišti Manchester United FC v osmifinále (2:3, 0:4).
Místo odvolaného trenéra Leonarda se najímá Massimiliano Allegri (Cagliari Calcio). Do klubu přicházejí hvězdy. Z FC Barcelona přichází na roční hostování Zlatan Ibrahimović a z Manchesteru City brazilský útočník Robinho. Po zimní přestávce odchází do rodné Brazílie Ronaldinho. Sezona 2010/11 začíná skvěle a od listopadu až do konce sezony vedou tabulku. Vyhrají již 18 titul šesti bodovým náskokem. V Lize mistrů je vyřazen už v osmifinále klubem Tottenham Hotspur FC (0:1, 0:0).
Jako obhájce trofeje se na sezonu 2011/12 klub rozhodne z hostování učinit přestup na Ibrahimoviće. Do Juventusu odchází po deseti sezonách Andrea Pirlo. Začátek sezony hrají o italský superpohár s Interem. Poráží jej 2:1 a získává tak po šesté tuhle trofej. V lize klub obsadí druhé místo za Juventusem o čtyři body. V Lize mistrů je vyřazen ve čtvrtfinále klubem FC Barcelona (0:0, 1:3).
Sezona 2012/13 je pro Rossoneri velice těžká hlavně pro fanoušky. Z klubu odchází mnoho hráčů: Thiago Silva a Ibrahimović (PSG), Cassano (Inter), Nesta (Montreal), Gattuso (FC Sion), Seedorf (Botafogo) a konec kariéry ohlásili: Zambrotta s Inzaghi. Naopak do klubu přichází Pazzini (Inter) a Montolivo (Fiorentina). Na jarní část přichází Mario Balotelli (Manchester City FC) za Pata (Corinthians). I tak končí v lize na skvělém třetím místě a v Lize mistrů dokráčí do osmifinále kde jej vyřadí FC Barcelona (2:0, 0:4).

### Těžké časy (2014-2019)
Klub se díky třetímu místu z ligy dostal do 4. předkola Ligy mistrů. Tam narazil na PSV Eindhoven a vyřadil jej po výsledcích 1:1 a 3:0. Nakonec jej vyřadí v osmifinále Atlético Madrid (0:1, 1:4). Do klubu se vrací zadarmo brazilský hráč Kaká ale i s ním se sezona 2013/14 hraje velmi špatně. Výsledky jsou špatné a v lednu to odskáče trenér. Je propuštěn když klub byl od sestupu jen šest bodů. Je nahrazen bývalým hráčem a nezkušeným trenérem Seedorfem který zrovna ukončil hráčskou kariéru. Sezonu ukončí s 57 body až na osmém místě (nejhorší umístění od sezony 1997/98) a po patnácti sezonách se nekvalifikoval do žádné Evropské soutěže. 19. května byla slavnostně otevřena „ Casa Milan “, nové sídlo klubu Rossoneri se sídlem v oblasti Portello.
Trend trenérů z bývalých hráčů klubu je neúspěšný i v sezoně 2014/15 když klub vede Filippo Inzaghi (přišel z juniorky). Získají jen 52 bodů a v tabulce končí na desátém místě. Sezonu 2015/16 začíná trénovat Siniša Mihajlović, ale po neuspokojivých výsledcích je před koncem sezony nahrazen Brocchim. Nakonec klub končí na sedmém místě s 57 body. Po třetí za sebou nehrají Evropskou soutěž (to se naposled stalo v sezoně 1984/85 když nehrálo dokonce pět sezon). Malý úspěch je zaznamenán v italském poháru když dokráčí do finále a v něm se utká s Juventusem. Prohrává v prodloužení 0:1, ale smí se utkat se stejným klubem o italský superpohár protože Juventus FC získal i titul. Italský superpohár vyhrávají na penalty. To už klub vede trenér Vincenzo Montella (UC Sampdoria). 5. srpna čestný prezident Silvio Berlusconi schvaluje předběžnou smlouvu s Li Yonghong, o prodeji celého podílu ve výši 99,93%, které vlastní Fininvest za 740 milionů Euro. A tak od roku 1909 je vlastníkem klubu první cizinec. Končí i po 30 letech Adriano Galliani a místo něj je klub svěřen Fassonem. Sezona 2016/17 je lepší než minulá a končí na šestém místě zaručující 3. předkolo v Evropské lize.
Klub investuje na novou sezonu 2017/18 astronomických 230 milionů Euro do posil. Přichází mnoho hráčů: Bonucci (Juventus), Conti a Franck Kessié, (Atalanta), André Silva (FC Porto), Hakan Çalhanoğlu (Leverkusen), Kalinić (Fiorentina), Biglia (Lazio), Musacchio (Villarreal CF), Ricardo Rodríguez (Wolfsburg) a další. Jenže výsledky jsou špatné a v listopadu je odvolán trenér a nahrazen opět bývalým hráčem Rossoneri Gattusem. V Evropské lize se klub probojuje do osmifinále, ale narazí na Arsenal FC a ten jej po výsledcích 0:2 a 1:3 vyřadí. Malý úspěch je prohrané finále v italském poháru nad Juventusem 0:4. V lize se nakonec v tabulce umístí na šestém místě zaručující účast v Evropské lize. Kvůli porušení finanční fair play je vyřazen ze soutěže, ale po arbitráži je povolána zpět.
10. července 2018 Elliott Management Corporation světu oznámila, že převzala kontrolu nad klubem po nezaplacení závazků vůči americkému investičnímu fondu od prezidenta klubu Li Jung-chung. Byl i zvolen nový prezident Paolo Scaroni. Klub po jednom roce opouští Bonucci (Juventus), Kalinić (Atlético Madrid) a na hostování André Silva (Sevilla FC). Naopak přichází na hostování střelec Gonzalo Higuaín (Juventus) ale vydrží v klubu jen půl roku. Na jarní část klub kupuje Piąteka (CFC Janov) a Paquetu (Flamengo). Hrají o italský superpohár s klubem Juventus které prohrají 0:1. V Evropské lize se klub neprobojoval do play off. Klub zakončil nejlepší sezonu za posledním šest sezon na 5. místě s 68 body, když chyběl jeden bod od kvalifikace pro Ligu mistrů. I tak se musel obejít bez Evropské ligy, protože UEFA je potrestala za špatné hospodaření. Klub se nakonec neodvolal.

### Nové vedení (2019-)
Nejutrápenější sezóna nastala již od začátku sezony 2019/20 pod novým vedením. Do vedení klubu se dostaly bývalý fotbalisté klubu: Paolo Maldini a Zvonimir Boban. V následujících týdnech byl Frederic Massara dosažen jako sportovní ředitel. Navíc po roce a půl odešel trenér Gennaro Gattuso. Na jeho místo přišel Marco Giampaolo. V lize začíná špatně, klub utrpěl v prvních šesti kolech čtyři porážky což byl nejhorší start od sezony 1938/39. V říjnu byl vyhozen a nahrazen Piolim. V zimním období do klubu přichází po sedmi letech zdarma Zlatan Ibrahimović. Kvůli pandemii covidu-19 se liga zastavila v březnu a znovu rozjela v červnu a skončila 2. srpna 2020. Po znovu rozjetí soutěže klub začal stoupat tabulkou nahoru a nakonec se umístil na 6. místě a vybojoval si účast v kvalifikaci v EL.
Sezonu 2020/21 pokračují v dobrých výsledků, které započaly v předchozí sezoně. Celkem 27 utkání odehrály v řadě bez porážky a staly se lídry v tabulce, jenže na konci sezony ztratil několik utkání a prvenství si vzal městský rival Inter, který získal titul. I tak získal 2. místo (nejlepší umístění od sezony 2012/13), což má za následek, že po sedmileté absenci bude hrát v LM. V EL se probojoval do osmifinále, kde prohrál s Manchesterem United.
Sezonu 2021/22 začal klub 12 zápasy v řadě bez porážky. Jenže poté přišly špatné výsledky a opět je vystřídal na 1. místě  Inter. V únoru vyhrál derby 2:1 a Inter měl náskok jen 1 bod. V dalším kole se již Rossoneri dostal do vedení a dokázal získat po 11 letech svůj 19 titul. V LM vypadl již ve skupinové části a v domácím poháru se dostal do semifinále.
V následující sezoně 2022/23 se podařil převod majitele klubu do americké investiční společnosti RedBird Capital Partners, v jejímž čele stojí podnikatel Gerry Cardinale. Vítězství v italském Superpoháru se nepodařilo, kvůli porážce 0:3 proti Interu. Poté ztratil kontakt se špičkou v lize obsazenou Neapolí. V předposlední kole vyhrál na hřišti Juventusu, který byl sportovní justicí penalizován deseti body a Rossoneri obsadil konečné 4. místo. V LM se po 16 letech dostal do semifinále, kde je vyřadil městský rival Inter.
Začátek sezony 2023/24 začala vyhazovem sportovním manažerů Maldiniho a Massara.

## Účast v ligách
| Úroveň soutěže | Název soutěže (nynější název) | První hraná sezona | Poslední hraná sezona | celkem odehraných sezon |
| -------------- | ----------------------------- | ------------------ | --------------------- | ----------------------- |
| 1              | Serie A                       | 1900               | 2025/26               | 115                     |
| 2              | Serie B                       | 1980/81            | 1982/83               | 2                       |

Historická tabulka Serie A od sezony 1929/30 do 2024/25.
| Celkové místo | Odehraných sezon | Celkem bodů | Celkem zápasů | Celkem výher | Celkem remíz | Celkem proher | Celkové skore |
| ------------- | ---------------- | ----------- | ------------- | ------------ | ------------ | ------------- | ------------- |
| 3             | 91               | 4468        | 3092          | 1506         | 902          | 684           | 5083:3181     |

## Barvy a symboly

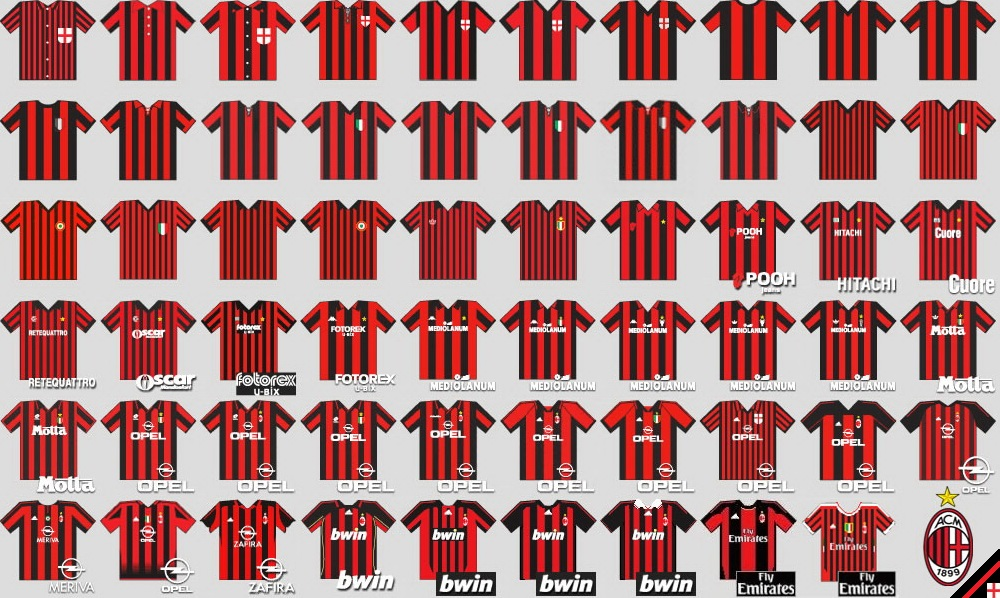
Červenočerné dresy

### Barvy
V celé své historii měl klub červenou a černou barvu jako své výrazné barvy. Tyto barvy byly, jak řekl Herbert Kilpin, vybrány tak, aby představovaly oheň ďáblů (červená) a strach u protivníků (černá).
Hráči nosí červenočerné pruhovaný dres, a proto dostali přezdívku Rossoneri, bílé trenky a černé ponožky. Velmi obvyklý dres je v bílé barvě; s tomto dresu klub vyhrál šest z osmifinále v Lize mistrů, prohrál pouze s Ajaxem (1994/95) a proti Liverpoolu (2004/05), zatímco s dresem Rossoneri vyhrál pouze jedno ze tří finále. Třetí dres byl naopak převážně černý, ale také žlutý, modrý, červený nebo stříbrný a dokonce zelený.

### Symboly

První znak klubu v roce 1899

Znak klubu v roce 1946

Po několik let bylo logo klubu jednoduše vlajkou města Milán. Další přezdívka, která vychází z barev společnosti, je Il Diavolo, a proto byl jako logo klubu použit také obrázek stylizovaného červeného ďábla na pravé straně hvězdy (uznání za 10 titulů). Znak ukazuje červenou a černou sociální barvu vlevo a vlajku města Milán (červený kříž na bílém pozadí) vpravo, s zkratkou ACM nahoře a rokem založení (1899) níže.

### Maskot

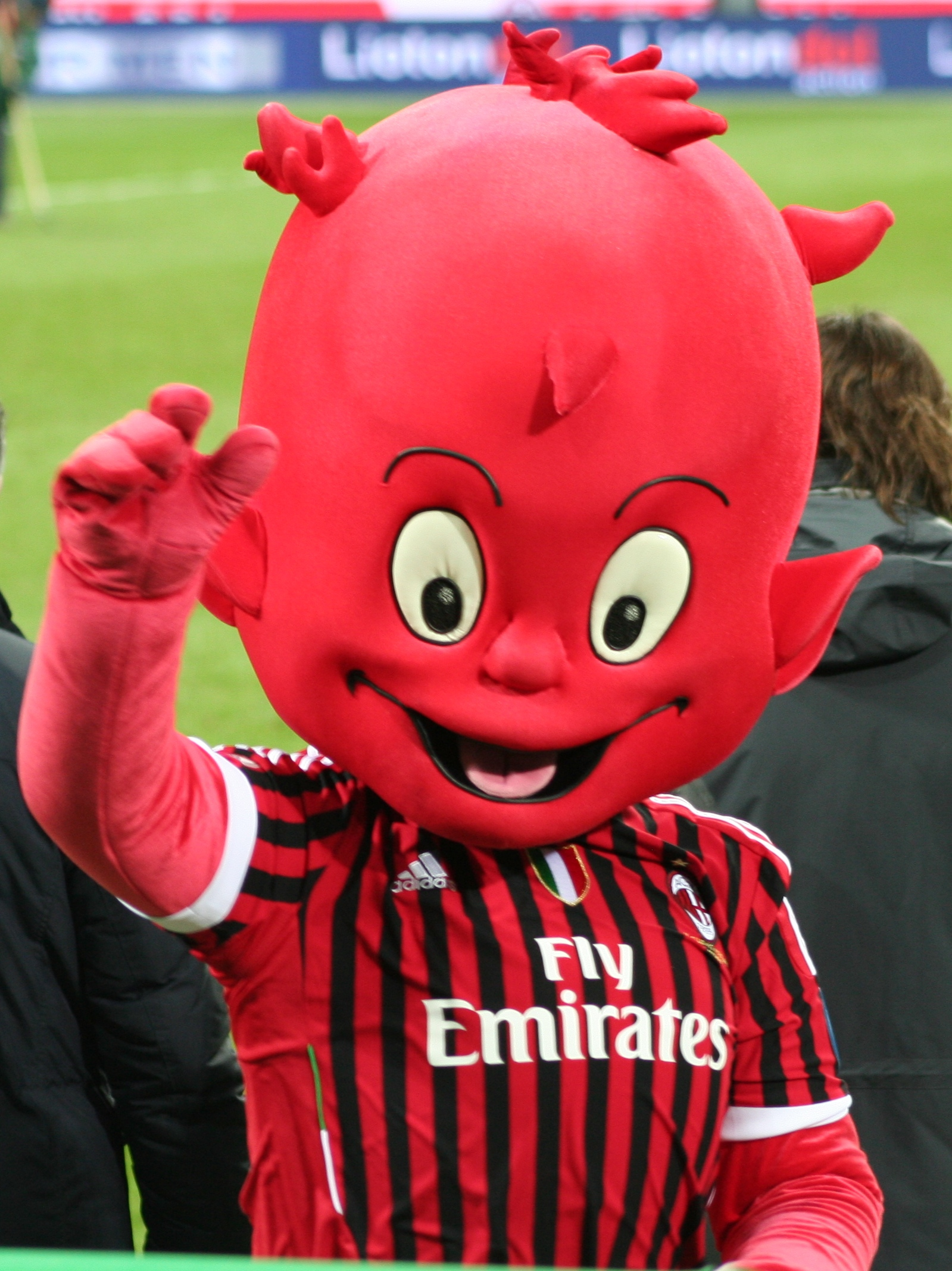
Maskot Milanello

Od 16. února 2006 je oficiálním maskotem klubu, navržené společností Warner Bros. Milanello, červený ďábel v dresu Rossoneri a s fotbalovým míčem, jehož jméno také ctí jméno sportovního centra klubu.

### Hymna
Od roku 2015 jsou interpretem oficiální milánské hymny rapper Emis Killa a basista Saturnino píseň Rossoneri, který byl představen u příležitosti 116. narozenin klubu, aby nahradil píseň Milán, Milán, napsaný skladatelem Renisem, fanouškem klubu, a Guantinim, s malými příspěvky v textu byl i prezident klubu Silvio Berlusconi.

## Klubové zázemí

### Stadion
V prvních letech po vzniku klubu hráli domácí zápasy na různých hřištích. Od dubna 1900 do února 1902 hráli na stadionu Campo Trotter v Piazza Doria (kde byla poté postavena hlavní vlaková stanice v Miláně), od března 1903 do února 1905 hráli na Campo Acquabella v Indipendenza, od ledna 1906 do března 1914 se hrálo na Campo Milan di Porta Monforte, od listopadu 1914 do března 1919 na Velodromo Sempione, od října až do listopadu 1919 na Campo Pirelli (v oblasti Bicocca)), od listopadu do prosince 1919 klub hrál na různých městských stadionů protože čekali na výstavbu nového stadionu. V únoru 1920 začali hrát na Campo di viale Lombardia až do července 1926. Prezident klubu Piero Pirelli v roce 1925 slavnostně přestřihl pásku nového stadionu Stadio San Siro. Na něm Rossoneri hráli do roku 1941. V době 2. světová válka|války klub hrál v Arena Civica, od roku 1945 se pro klub stal domovem Stadio San Siro a je jím dodnes i s klubem FC Inter Milán. V roce 1980 byl stadion s kapacitou 80 018 míst pojmenován po bývalém fotbalistovi obou milánských klubů a reprezentace Meazzovi.

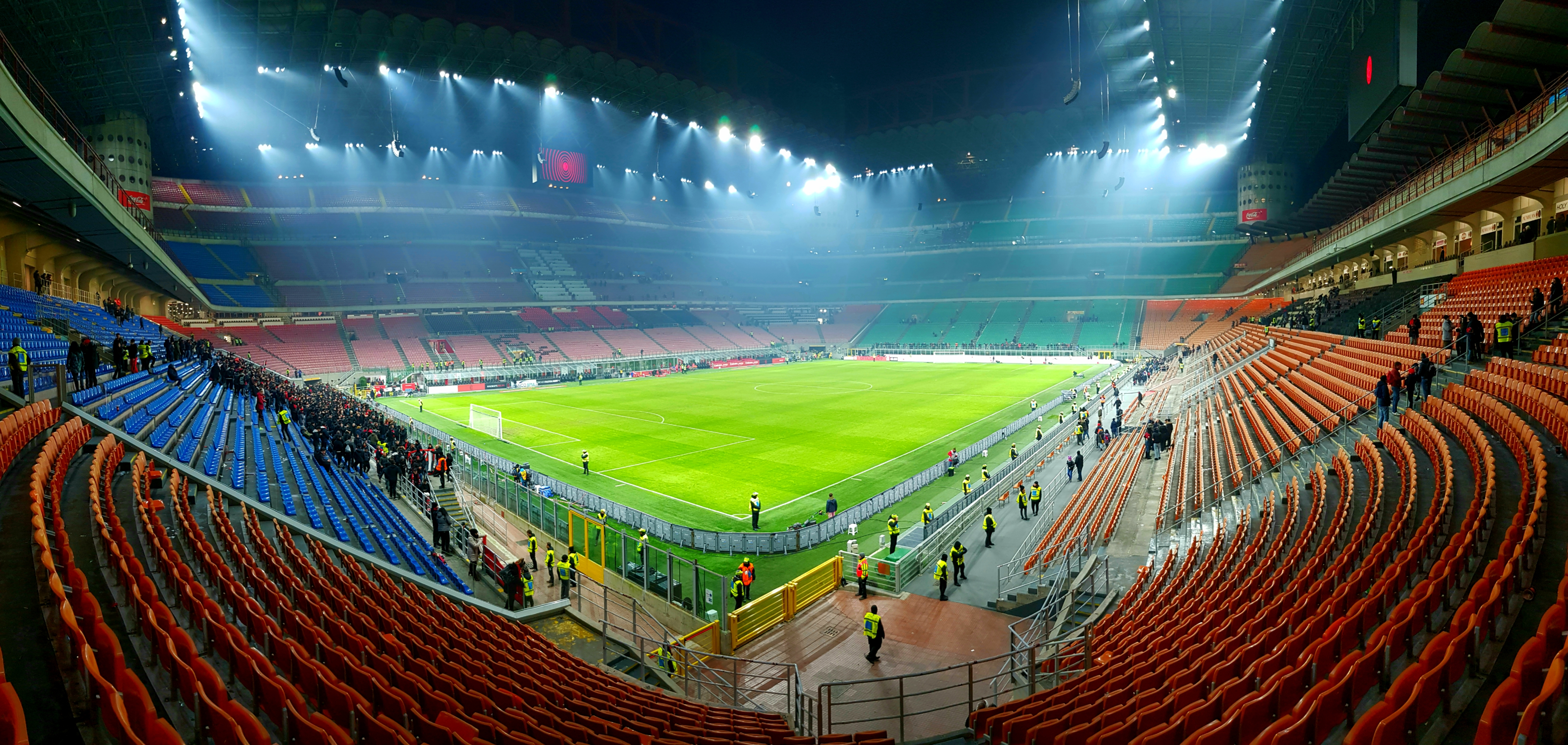
Stadio Giuseppe Meazza

V posledních letech se klub rozhodl postavit nový stadion. Projekt, který byl zahájen na konci roku 2014 a vyvinula jej společnost Arup, která postavila Allianz Arena v Mnichově a stadion v Pekingu, měla být postavena hned vedle sídla klubu Casa Milan. Nakonec bylo od projektu upuštěno. Přesto se oba milánské kluby rozhodli že nový stadion je nutný.
Před Vánoci roku 2021 klub uvedl, že s městským rivalem Interem postaví nový stadion do roku 2027 pod názvem Katedrála. Design stadionu se architekti inspirovali ze dvou nejslavnějších milánských staveb, Dómu a Galerie Viktora Emanuela II. Vyrůst má na území pouze pro pěší se 110.000 metry čtverečními travnaté plochy.

### Sportovní středisko
Sportovní středisko se nazývá Milanello, které se nachází v Provincie Varese mezi obcemi Carnago, Cassano Magnago a Cairate. Byl slavnostně otevřen v roce 1963 a je ponořen do zelené oázy o rozloze 160 000 m², která zahrnuje také borový les a rybník. Má šest pravidelných fotbalových hřišť, umělé travnaté hřiště, zastřešené hřiště se syntetickým dnem a travnaté hřiště obklopené zdí, zvané klec, kde se může hráč sám zatrénovat.
Součástí sportovního centra, jsou tělocvičny, lékařské místnosti, tisková kancelář, studijní programy a penzion s cílem ubytovat týmy mládeže. Vedle posilovny se nachází bazén sloužící k zotavení zraněných hráčů.
Od roku 2002 je v Miláně také přítomno specializované zdravotnické středisko MilanLab. Laboratoř, která se prostřednictvím analýzy dat a individuálních fyzických parametrů zaměřených na vytvoření konkrétních přizpůsobených tréninkových relací snaží zabránit zraněním hráčů.

## Trenéři a prezidenti

### Trenéři
Od roku 1899 klub vedlo 60 trenérů. První trenér, stejně jako kapitán a zakladatel klubu, byl Herbert Kilpin, který zůstal v čele týmu až do roku 1906, zatímco prvním profesionálním trenérem byl rakouský Ferdi Oppenheim, který byl také první zahraniční trenér v historii klubu. Zůstal v čele dvě sezóny.
Nejúspěšnějším a dlouhodobě trvajícím trenérem AC Milán byl Nereo Rocco, známý jako Paròn, celkem 459 zápasů vedl z lavičky ve 13 sezónách (9 úplných a další 4 částečně). Rossoneri pod jeho vedením vyhrálo 10 trofejí (2x ligu, 3x domácí pohár, 2x PMEZ, 2x PVP a 1x Interkontinentální pohár).
Dalším úspěšným trenérem byl Arrigo Sacchi. V období 1987–91 pro klub získal 8 trofejí (1x ligu, 2x PMEZ, 2x Evropské superpoháry, 2x Interkontinentální pohár a 1x italský superpohár). Za jeho působení patřil klub k nejsilnějším klubovým týmem všech dob.
Arrigo Sacchi se v říjnu 1991 stal trenérem Italské reprezentace a v klubu byl nahrazen bývalým fotbalistou Rossoneri Capellem. Dříve trenér mládežnických týmů. V pěti sezónách vyhrál pro klub 9 trofejí (4x ligu, 1x LM, 3x Evropské superpoháry a 1x italský superpohár). Klubu se přezdívalo neporazitelný, také založil rekord 58 zápasů bez porážky v lize.
Druhým s nejvíce odtrénovaných zápasů má na svém kontě trenér Carlo Ancelotti: trenér který převzal klub v roce 2001 a vedl jej do roku 2009. Odtrénoval 420 zápasů z lavičky a je jediným hráčem AC Milán, který vyhrál dva krát LM jako hráč (1988/89, 1989/90) i jako trenér (2002/03, 2006/07). Pod jeho vedením klub vyhrál 8 trofejí (1x ligu, 1x domácí pohár, 1x italský superpohár, 2x LM, 2x Evropské superpoháry a 1x Mistrovství světa klubů).

### Prezidenti
Za více než 100 let své klubové historie se vystřídalo 23 prezidentů. Prvním prezidentem klubu byl Alfred Edwards, jeden ze zakládajících členů klubu. Od 21. července 2018 tuto pozici zastává Paolo Scaroni.
Nejdéle sloužící prezident v historii klubu byl Silvio Berlusconi. V klubu zastával funkci celkem 31 let od 20. února 1986 do 13. dubna 2017. Pozice zůstala formálně neobsazená od 21. prosince 2004 do 15. června 2006 a od 8. května 2008 do 29. března 2012 z důvodu rezignace Berlusconiho po schválení zákona o střetu zájmů v období jeho předsednictví státu Itálie a od 29. března 2012 do 13. dubna 2017, kdy zastával funkci čestného prezidenta.
Berlusconi je také nejúspěšnější co se týče trofejí: klub pod jeho vedením stal 8x mistr ligy, 5x vyhrál LM, 2x vyhrál Interkontinentální pohár a 1x Mistrovství světa klubů, též vyhrál také 7x italský superpohár, 5x Evropské superpoháry a jednou domácí pohár. Celkem 29 oficiálních trofejí za 31 let (26 z nich během 20 let předsednictví).

## Fotbalisté AC Milán

### Legendy klubu
Níže je uveden seznam 102 fotbalistů (legend) zařazených na oficiálním webu klubu
- Christian Abbiati (1998-2005, 2008-2016)
- Demetrio Albertini (1988-1990, 1991-2002)
- José Altafini (1958-1965)
- Massimo Ambrosini (1995-1997, 1998-2013)
- Carlo Ancelotti (1987-1992)
- Angelo Anquilletti (1966-1977)
- Carlo Annovazzi (1945-1953)
- Roberto Antonelli (1977-1982)
- Giuseppe Antonini (1937-1949)
- Pietro Arcari (1930-1936)
- Roberto Baggio (1995-1997)
- Franco Baresi (1977-1997)
- Sergio Battistini (1980-1985)
- David Beckham (2009-2010)
- Romeo Benetti (1970-1976)
- Aldo Bet (1974-1981)
- Oliver Bierhoff (1998-2001)
- Alberto Bigon (1971-1980)
- Zvonimir Boban (1992-2001)
- Aldo Boffi (1936-1944)
- Andrea Bonomi (1941-1952)
- Ruben Buriani (1977-1982)
- Renzo Burini (1947-1953)
- Lorenzo Buffon (1949-1959)
- Cafu (2003-2008)
- Fabio Capello (1976-1980)
- Aldo Cevenini (1909-1912, 1915-1919)
- Luciano Chiarugi (1972-1976)
- Nestor Combin (1969-1971)
- Alessandro Costacurta (1986, 1987-2007)
- Fabio Cudicini (1967-1972)
- Renzo De Vecchi (1909-1913)
- Marcel Desailly (1993-1998)
- Dida (2000-2001, 2002-2010)
- Roberto Donadoni (1986-1996, 1997-1999)
- Alberigo Evani (1980-1993)
- Carlo Galli (1956-1961)
- Filippo Galli (1983-1996)
- Giovanni Galli (1986-1990)
- Gennaro Gattuso (1999-2012)
- Giorgio Ghezzi (1959-1965)
- Alberto Gilardino (2005-2008)
- Gunnar Gren (1949-1953)
- Ruud Gullit (1987-1993, 1994)
- Mark Hateley (1984-1987)
- Zlatan Ibrahimović (2010-2012, 2020-2023)
- Filippo Inzaghi (2001-2012)
- Joe Jordan (1981-1983)
- Kaká (2003-2009, 2013-2014)
- Kacha Kaladze (2001-2010)
- Herbert Kilpin (1900-1908)
- Nils Liedholm (1949-1961)
- Giovanni Lodetti (1961-1970)
- Cesare Lovati (1910-1922)
- Aldo Maldera (1971-1972, 1973-1982)
- Cesare Maldini (1954-1966)
- Paolo Maldini (1984-2009)
- Daniele Massaro (1986-1988, 1989-1995)
- Bruno Mora (1962-1968)
- Ernesto Morandi (1911-1917, 1918-1924)
- Giovanni Moretti (1931-1939)
- Alessandro Nesta (2002-2012)
- Gunnar Nordahl (1949-1956)
- Walter Novellino (1978-1982)
- Jean-Pierre Papin (1992-1994)
- Alexandre Pato (2008-2013)
- Luigi Perversi (1925-1926, 1924-1940)
- Andrea Pirlo (2001-2011)
- Pierino Prati (1966, 1967-1973)
- Héctor Puricelli (1945-1949)
- Luigi Radice (1955-1959, 1961-1965)
- Frank Rijkaard (1988-1993)
- Gianni Rivera (1960-1979)
- Ronaldinho (2008-2011)
- Ronaldo (2007-2008)
- Roberto Rosato (1966-1973)
- Sebastiano Rossi (1990-2002)
- Rui Costa (2001-2006)
- Marco Sala (1909-1920)
- Dino Sani (1961-1964)
- Giuseppe Santagostino (1921-1932)
- Dejan Savićević (1992-1998)
- Alessandro Scarioni (1908-1921)
- Juan Alberto Schiaffino (1954-1960)
- Karl-Heinz Schnellinger (1965-1974)
- Clarence Seedorf (2002-2012)
- Serginho (1999-2008)
- Marco Simone (1989-1997, 2001-2002)
- Francesco Soldera (1914-1924)
- Angelo Sormani (1965-1970)
- Andrij Ševčenko (1999-2006, 2008-2009)
- Mauro Tassotti (1980-1997)
- Thiago Silva (2009-2012)
- Omero Tognon (1945-1956)
- Attilio Trerè (1905-1909, 1910-1915)
- Giovanni Trapattoni (1958-1971)
- Marco van Basten (1987-1995)
- Louis Van Hege (1910-1917)
- Pietro Paolo Virdis (1984-1989)
- George Weah (1995-2000)
- Ray Wilkins (1984-1987)
- Francesco Zagatti (1952-1963)

### Síň slávy
Dne 7. října 2024 bylo u příležitosti 125 výročí vzniku klubu uvedena síň slávy.

2024
- Franco Baresi (1977-1997)
- Filippo Inzaghi (2001-2012)
- Andrij Ševčenko (1999-2006, 2008-2009)
- Marco van Basten (1987-1995)

### Kapitáni
Níže je uveden seznam 46 fotbalistů kteří nosili kapitánskou pásku od začátku sezony. Nejsou zde uvedeni hráči, kteří ji nosili jako zástupci kapitána.

### Rossoneri v reprezentaci
Do 4. října 2019 bylo povoláno do své reprezentace již 109 fotbalistů co patřilo klubu, z nichž 99 skutečně nastoupilo alespoň na jeden zápas. Pouze Juventus FC má více hráčů v reprezentaci (145) a Inter (114). Nejvyšší počet zápasů za reprezentaci má Paolo Maldini (126).
První fotbalisté Rossoneri co nastoupili za reprezentaci byli Aldo Cevenini a Pietro Lana (Itálie) 15. května 1910 v Miláně proti Francii. Zápas skončil 6:2 a Lana byl autorem prvního gólu v historii Itálie a prvního hattricku.
| Vítězové MS              | Vítězové ME               | Vítězové ME 21             | Vítězové OH               | Vítězové CA          |
| ------------------------ | ------------------------- | -------------------------- | ------------------------- | -------------------- |
| Pietro Arcari (1934)     | Angelo Anquilletti (1968) | Demetrio Albertini (1992)  | Fabricio Coloccini (2004) | Serginho (1999)      |
| Franco Baresi (1982)     | Roberto Rosato (1968)     | Francesco Antonioli (1992) |                           | Lucas Paquetá (2019) |
| Fulvio Collovati (1982)  | Giovanni Lodetti (1968)   | Christian Panucci (1994)   |                           |                      |
| Marcel Desailly (1998)   | Pierino Prati (1968)      | Christian Panucci (1996)   |                           |                      |
| Roque Junior (2002)      | Gianni Rivera (1968)      | Gennaro Gattuso (2000)     |                           |                      |
| Alberto Gilardino (2006) | Ruud Gullit (1988)        | Christian Abbiati (2000)   |                           |                      |
| Alessandro Nesta (2006)  | Marco van Basten (1988)   | Dídac Vilà (2011)          |                           |                      |
| Filippo Inzaghi (2006)   |                           |                            |                           |                      |
| Gennaro Gattuso (2006)   |                           |                            |                           |                      |
| Andrea Pirlo (2006)      |                           |                            |                           |                      |

## Sponzoři
| Období    | Výrobce dresů | Sponzor na dresu | Sponzor na dresu                 |
| Období    | Výrobce dresů | Značka           | Firma                            |
| --------- | ------------- | ---------------- | -------------------------------- |
| 1981–1982 | Linea Milan   | Pooh Jeans       | Italiana Manifatture S.p.A.      |
| 1982–1983 | NR            | Hitachi          | Hitachi Europe Srl               |
| 1983–1984 | NR            | Cuore            | Cuore                            |
| 1984–1985 | Rolly Go      | Oscar Mondadori  | Arnoldo Mondadori Editore S.p.A. |
| 1985–1986 | Gianni Rivera | Fotorex U-Bix    | Olivetti S.p.A.                  |
| 1986–1987 | Kappa         | Fotorex U-Bix    | Olivetti S.p.A.                  |
| 1987–1990 | Kappa         | Mediolanum       | Mediolanum                       |
| 1990–1992 | Adidas        | Mediolanum       | Mediolanum                       |
| 1992–1993 | Adidas        | Motta            | Motta                            |
| 1993–1994 | Lotto         | Motta            | Motta                            |
| 1994–1998 | Lotto         | Opel             | Opel                             |
| 1998–2006 | Adidas        | Opel             | Opel                             |
| 2006–2010 | Adidas        | Bwin             | Bwin                             |
| 2010–2018 | Adidas        | Fly Emirates     | The Emirates Group               |
| 2018–     | Puma          | Fly Emirates     | The Emirates Group               |